# Europska prvenstva u atletici do 23 godine
Europska prvenstva u atletici do 23 godine ili Europska prvenstva u atletici U23 atletsko je natjecanje među europskim državama koje se održava svake dvije godine (bienalno) pod vodstvom Europskog atletskog saveza (EAA-e). Na njima mogu nastupiti atletičari s državljanstvom europskih država od 20 do 23 godine, odnosno dana prije 23. rođendana. Budući da atletičari zbog svoje starosti mogu nastupiti na najviše dvjema izdanjima natjecanja, na prvenstvima do 23 godine nastupaju atletičari koji su spremni nastupati i u seniorskoj kategoriji, odnosno na Europskim prvenstvima. Tako su mnogi uspješni atletičari svoju karijeru započeli na Europskim juniorskim i ovim prvenstvima.
Prethodnica prvenstva bio je Europski atletski kup do 23 godine koji je održan dva puta i u dvije divizije: 1992. (UK, Francuska) i 1994. (Češka, Norveška).

## Izdanja
|     | Godina | Mjesto    | Država     | Nadnevak                 | Igralište                         |
| --- | ------ | --------- | ---------- | ------------------------ | --------------------------------- |
| 1.  | 1997.  | Turku     | Finska     | 10. – 13. srpnja         | Stadion Paavo Nurmi               |
| 2.  | 1999.  | Göteborg  | Švedska    | 29. srpnja - 1. kolovoza | Ullevi                            |
| 3.  | 2001.  | Amsterdam | Nizozemska | 12. – 15. srpnja         | Olimpijski stadion u Amsterdamu   |
| 4.  | 2003.  | Bydgoszcz | Poljska    | 17. – 20. srpnja         | Stadion Zdzisława Krzyszkowiaka   |
| 5.  | 2005.  | Erfurt    | Njemačka   | 14. – 17. srpnja         | Steigerwaldstadion                |
| 6.  | 2007.  | Debrecen  | Mađarska   | 12. – 15. srpnja         | Atletski stadion Gyulai István    |
| 7.  | 2009.  | Kaunas    | Litva      | 16. – 19. srpnja         | S. Dariaus ir S. Girėno stadionas |
| 8.  | 2011.  | Ostrava   | Češka      | 14. – 17. srpnja         | Městský Stadion                   |
| 9.  | 2013.  | Tampere   | Finska     | 11. – 14. srpnja         | Stadion Tampere                   |
| 10. | 2015.  | Tallinn   | Estonija   | 9. – 12. srpnja          | Stadion Kadrioru                  |
| 11. | 2017.  | Bydgoszcz | Poljska    | 13. – 16. srpnja         | Stadion Zdzisława Krzyszkowiaka   |
| 12. | 2019.  | Gävle     | Švedska    | 11. – 14. srpnja         | Stadion Gunder Hägg               |
| 13. | 2021.  | Bergen    | Norveška   | 8. – 11. srpnja          | Fana stadion                      |

## Vanjske poveznice
- Službene stranice Europskog atletskog saveza (EAA-e) (engl.)